# Elliott Connolly
Elliott Connolly (ur. 28 marca 1994) – nowozelandzki judoka.
Uczestnik mistrzostw świata w 2021. Startował w Pucharze Świata w latach 2013-2015 i 2018-2024. Siódmy na igrzyskach wspólnoty narodów w 2022. Brązowy medalista mistrzostw Oceanii w 2018. Mistrz kraju w 2018 i 2019 roku.